# زرين شهر
زرين شهر (بالفارسية: زرین‌شهر) هي مدينة تقع في إيران في البلدة المركزية. يقدر عدد سكانها بـ 55,984 نسمة .